# Idris brevis
Idris brevis är en stekelart som beskrevs av Sundholm 1970. Idris brevis ingår i släktet Idris och familjen Scelionidae. Inga underarter finns listade i Catalogue of Life.